# Eilema goniophora
Eilema goniophora là một loài bướm đêm thuộc phân họ Arctiinae, họ Erebidae.